# تاریخ بروجرد

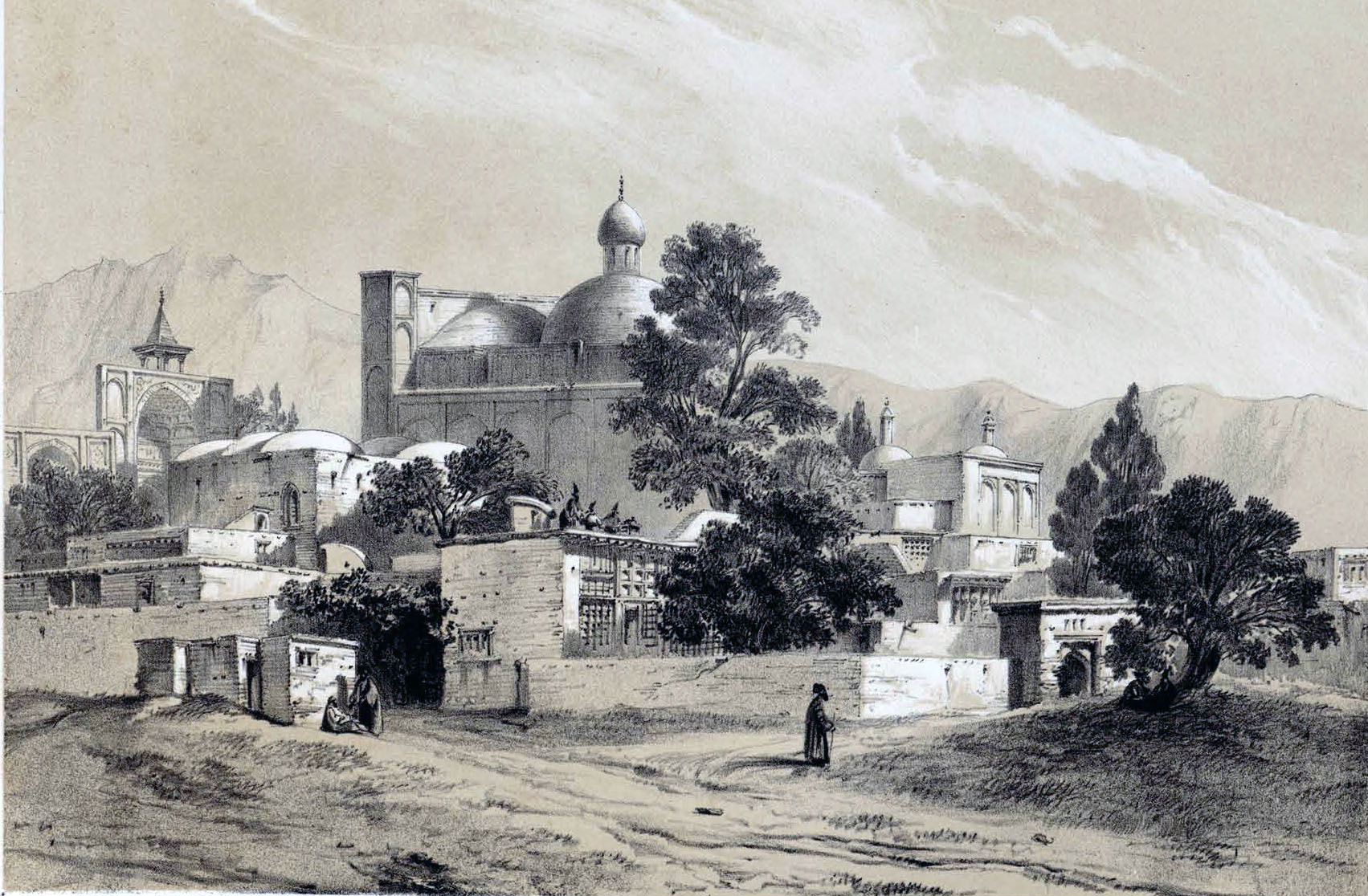
بروجرد در اوایل حکومت قاجار

بروجرد شهری است در استان لرستان در غرب ایران. شواهد و اشارات تاریخی، آثار باستانی منطقه و نیز ریشه‌شناسی نام شهر حکایت از وجود این شهر در دوره‌های پیش از اسلام دست کم از دوره اشکانیان دارد. در دوره اشکانیان و ساسانیان از گرد و کرد در نام شهرها استفاده می‌شده است. ترکیب دو جزء برو + گرد موجودیت این شهر را به پیش از اسلام می‌رساند زیرا که گرد در زبانهای قدیمی ایران به معنای شهر می‌باشد. بروجرد از شهرهای باستانی ایران است که برخی ساخت آن را به منوچهر از سلسله پیشدادیان نسبت می‌دهند. سابقه سکونت در ناحیه بروجرد بر اساس یافته‌های به دست آمده از گورستان‌ها و تپه‌های باستانی به دوره‌های پیش از تاریخ از جمله عصر مفرغ می‌رسد. اشکانیان شهرهایی در غرب ایران ساختند و به نظر می‌رسد نخستین بار قلعه بروجرد در این دوران به شهر ارتقا یافته باشد. در گذشته بروجرد از شهرهای آباد و مهم بوده و گاه فرمان‌داری جداگانه و گاه مرکز استان لرستان و خوزستان بوده‌است. این شهر در دوره‌های تاریخی پیش از اسلام به سرزمین ماد و پهله تعلق داشته‌است و پس از اسلام نیز عمدتاً بخشی از سرزمین ناحیه جبال و عراق عجم بوده‌است. حوادث تاریخی متعددی در منطقه بروجرد روی داده است که از دوره خلفای عباسی در قرن سوم هجری به بعد در کتاب‌های متعدد ذکر شده‌است. از همین دوران نام محدثین، حاکمان و دانشمندان متعددی منسوب به بروجرد ثبت شده‌است که نشان از رونق این شهر در آن روزگار دارد. تعدد نام چهره‌های ادبی، مذهبی و تاریخی منسوب به بروجرد و ذکر نام و احوال آن‌ها در منابع تاریخی باعث شده تا اطلاعات و تصویر نسبتاً واضحی از تاریخ این شهر در دوره پس از اسلام در منابع معتبر وجود داشته باشد. در دوره‌های سلجوقی، ایلخانی، تیموریان و از عصر صفویه به بعد بروجرد از شهرهای مطرح بوده‌است. در دوره قاجاریان، حسام السلطنه حاکم خوزستان و لرستان، بروجرد را مقر حکومت ولایتعهدی خود قرار داد و همین مسئله بر رونق اقتصادی و فرهنگی این شهر افزود.

## بروجرد در منابع تاریخی
در کتاب مجمل التواریخ و القصص که در حدود تا ۵۲۰ قمری نوشته شده، دربارهٔ بروجرد چنین ذکر شده است:بروجرد یکی شهر های تاریخی است 
وزیر آن بودلف فرمودست، شهری فراخ، پرنعمت است، و بسیار میوه، و از آنجا میوه به دیگر مواضع برند ص. ۵۲۳

## دوره پیش از تاریخ
مطالعه آثار به دست آمده از تپه‌ها، گورستان‌ها و محوطه‌های باستانی ناحیه بروجرد موید سکونت بشر در این ناحیه از دوره‌های پیش از تاریخ است. وجود کوه‌های بلند از مجموعه رشته کوه‌های زاگرس در غرب شهرستان بروجرد همراه با دره‌های عمیق و پرآب، پناهنگاه مناسبی برای سکونت بشر اولیه در این ناحیه بوده‌است. با فراگیری فنون کشاورزی و کاشت محصولات کشاورزی، مردم این نواحی به زمین‌های حاصلخیز و آب روان احتیاج پیدا کردند و به همین دلیل دشت سیلاخور به یکی از زیستگاه‌های مطلوب برای آنان تبدیل شد. وجود ده‌ها تپه و گورستان تاریخی و آثاری از پیش از تاریخ موید این نکته است. برای نمونه یافته‌هایی از دوره نوسنگی در تپه لوشط در روستای بزازنا و نیز آثاری از عصر مس در تپه باغ شاه در دهستان همت‌آباد و تپه قرق و تپه‌های چهارگانه سفید کن در دهستان شیروان شهرستان بروجرد به دست آمده‌است که سکونت بشر را منطقه بروجرد به هزاره چهارم پیش از میلاد می‌رسانند. همچنین از عصر مفرغ در هزاره هزاره سوم پیش از میلاد و دوم پیش از میلاد، از نمونه آثاری در تپه بهروز و تپه فخرآباد در جنوب بروجرد و در تپه سررودخانه در اشترینان می‌توان نام برد. از عصر آهن در هزاره اول پیش از میلاد نیز می‌توان به تپه دو خواهران، تپه علی اکبری و تپه بلالوک می‌توان اشاره کرد.
از نظر باستان‌شناسی، تپه قرق با قدمت عصر مس در دهستان شیروان، از مهمترین تپه‌های باستانی شهرستان بروجرد است که تا پنج طبقه لایه برداری و مطالعه شده‌است. اشکال هندسی و رنگ اخرایی سفال‌های کشف شده قدمت آن را با تپه گیان و کوهدشت لرستان هم‌زمان می‌کند. در لایه‌های بیرونی، تک سفال‌هایی از دوره‌های بعدی از جمله اشکانیان هم در آن دیده می‌شود (ص. ۹). تپه قلعه رومیان نیز در سه کیلومتری جنوب بروجرد از تپه‌های مهم باستانی منطقه است که تا قرن نهم دارای اهمیت نظامی بوده‌است (همان).
مطالعاتی که از سوی هیئت شناسایی دشت سیلاخور وابسته به پژوهشگاه میراث فرهنگی و مطالعات فرهنگی صورت گرفته منجر به کشف آثار سفالی در دشت سیلاخور با قدمت هفت هزار سال شده‌است که از نوع سفال‌های معروف به باغ نو خرم‌آباد هستند. نتایج تحقیقات این گروه نشان می‌دهد که نخستین سکونتگاه‌ها در دشت سیلاخور در امتداد رودخانه‌های تیره و سیلاخور و چشمه‌های منطقه قرار داشته‌اند.

## تاریخ پیش از اسلام
اطلاعات مکتوب و جامع دربارهٔ دوره‌های قدیمی تاریخی پیش از اسلام ایران بسیار ناچیز است و بیشتر محدود به منابع یونانی می‌شود. مادها در سده ۱۷ پیش از میلاد در سرزمینی که بعدها به نام ماد شناخته‌شد ساکن شدند. در منطقه سیلاخور در دوره مادها و بعدها در دوره هخامنشیان قلعه‌های نظامی و ارتباطاتی متعددی وجود داشته‌است و یکی از آن‌ها هم قلعه بروجرد بوده‌است که با فاصله اندکی از قلعه‌های مشهور دیگر مانند قلعه رومیان قرار داشته‌است. ناحیه بروجرد و نهاوند در پایان دوره ساسانیان به دلیل حمله اعراب به ایران اهمیت نظامی و دفاعی ویژه‌ای داشتند و محل استقرار سپاهیان ایران بوده‌اند.

### کاسی‌ها
کاسیان یا کاسی‌ها اقوامی بودند که در هزاره سوم پیش از میلاد از راه آذربایجان وارد فلات ایران شدند و ابتدا در جنوب غربی دریای خزر اسکان نمودند و سپس به سمت مناطق غربی و جنوب غربی ایران رفتند. کاسی‌ها نخستین بار همدان را ساختند و آن را آکسیان نام نهادند. در هزاره دوم پیش از میلاد در نواحی جنوبی تر در لرستان، کوهستانهای شمالی جلگه شوش خوزستان و در حدود استان کرمانشاه ساکن شدند و این منطقه را کاشن نام نهادند. آن‌ها در جنوب با مقابله کشور عیلام روبرو شدند و در نتیجه به نواحی شمالی کوهستانهای لرستان رانده شدند. کاسی‌ها پیشه دامداری داشتند و در ساختن مصنوعات مفرغی مهارت داشتند و مفرغ لرستان از این نظر شهرت دارد. در نبردهایی که با عیلامیان داشتند در نهایت مغلوب شدند و در مناطق کوهستانی لرستان مستقر شدند.
بروجرد به عنوان ناحیه واسط لرستان و همدان، در واقع ناحیه مرزی بین دو تمدن کاسی و ماد بوده‌است و در دوره‌هایی متأثر از حکومت کاسیان بوده‌است؛ هرچند که د مجموع، بروجرد منطقه‌ای از سرزمین مادها به حساب می‌آمده‌است. در واقع تمرکز و مسیر حرکت کاسی‌ها از همدان به سمت کرمانشاه و ایلام و سپس جنوب لرستان و شمال خوزستان بوده‌است و به همین جهت نفوذ آنان در بروجرد، نهاوند و دشت سیلاخور کمتر از مناطق یادشده بوده‌است.

### مادها
مادها اقوامی ایرانی بودند که در مناطق وسیعی از فلات ایران پراکنده بودند. اکباتان یا هگمتانه (همدان) پایتخت مادها شد و مناطق پیرامون آن از جمله بروجرد، بخشی از سرزمین ماد را با عنوان ماد بزرگ یا ماد سفلی تشکیل می‌دادند. بروجرد در جنوب هگمتانه قرار داشت و ارتباط بین مادها با ایلامیان در خوزستان و بعدها با پارسها در استان فارس کنونی از طریق مسیر بروجرد صورت می‌گرفت. مادها برای مقابله با تمدن‌های همسایه نیاز به نیروی نظامی قوی داشتند و به همین ترتیب نیاز به پرورش اسبهای چابک برای سواره نظام خود داشتند. از سوی دیگر، بروجرد و مناطق پیرامون آن از دوره مادها به این سو، به خاطر مراتع فراوان، پرورشگاه و مراکز تولید و چرای اسب بوده‌اند و از این جهت نیز برای حکومت‌ها اهمیت داشته‌اند.

### هخامنشیان

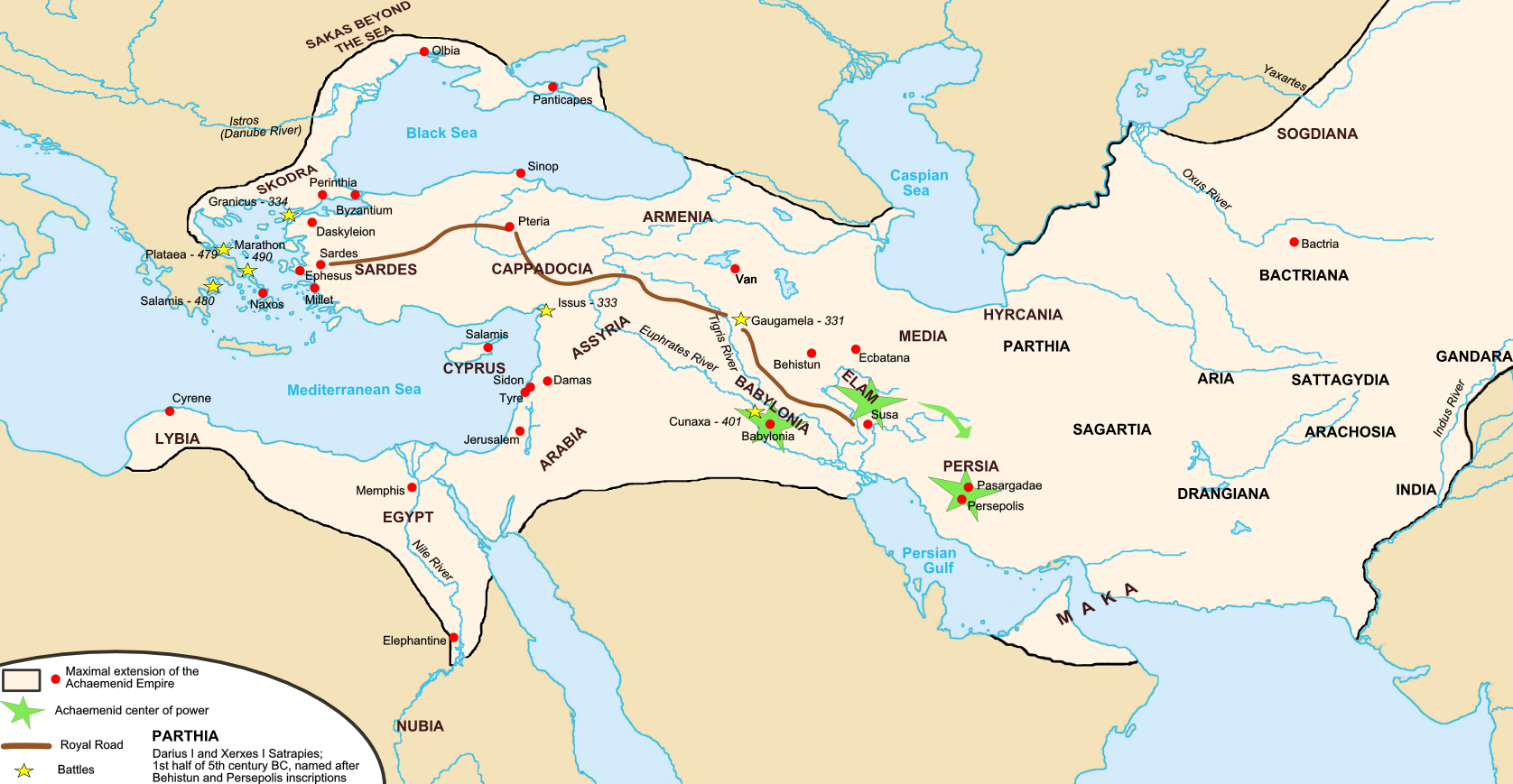
ایران در زمان پادشاهی هخامنشیان.

در سال ۵۵۰ پ م، کورش پادشاه پارس در نبرد با ایشتوویگو آخرین پادشاه ماد وی را شکست داد و با خاتمه دادن به شاهنشاهی مادها، امپراطوی بزرگ هخامنشی را بنا نهاد. هخامنشیان امپراتوری ایران را به چندین ساتراپی تقسیم کردند که یکی از ساتراپی‌های بزرگ و مهم آن‌ها ساتراپی ماد بود. این سرزمین دربرگیرنده بخش غربی فلات ایران بود و به دو بخش ماد کوچک و ماد بزرگ تقسیم می‌شد. سرزمین آذربایجان فعلی در شمال غربی فلات ایران را با نام ماد کوچک شناخته می‌شد و ری، همدان، کرمانشاه، لرستان و کردستان، ماد بزرگ را تشکیل می‌دادند. به این ترتیب، ناحیه بروجرد در زمان هخامنشیان بخشی از ماد بزرگ از ساتراپی ماد به حساب می‌آمده‌است.
در دوره هخامنشیان و نیز سلوکیان، مناطق اطراف کوهستان گرین شامل بروجرد، نهاوند و الشتر پرورشگاه بزرگ اسب بوده‌است. به عقیده حسین حزین بروجردی در دوره هخامنشیان و پس از آن قلعه بروجرد همراه با تعداد دیگری از قلعه‌های دشت سیلاخور از جمله قلعه رومیان، به جهت نظامی و ارتباطی اهمیت داشته‌اند. وی همچنین معتقد است که کورش کبیر برای رود در رو شدن با مادها، از دشت سیلاخور و بروجرد عبور کرد و در جنوب بروجرد در برخورد با جنگل یا بیشه‌ای انبوه برای عبور سپاهیان خود با مشکل مواجه شده است،
هخامنشیان هگمتانه را که در محیط کوهستانی زاگرس قرار داشت به عنوان پایتخت تابستانی خود قرار دادند و علاوه بر آن چند شهر مهم دیگر در غرب و جنوب غربی ایران داشتند که مهمترین آن‌ها شوش در خوزستان، تخت جمشید یا پارسه و پاسارگاد در فارس و بیستون در کرمانشاه بود. بروجرد در منطقه‌ای واسط بین همه این شهرها قرار داشته و قلعه‌های متعدد دشت سیلاخور از جمله قلعه بروجرد و قلارمیان و نیز قلعه‌ها و سازه‌های دیگری مانند تپه دو خواهران، تپه حمام خرابه و تپه بلالوک کاربردهای اقامتی، ارتباطی و نظامی داشته‌اند.

### در دوره اسکندر مقدونی
سپاهیان روم به رهبری اسکندر مقدونی با یورش به ایران، سرزمین‌های هخامنشیان را متصرف شدند و در نهایت با به آتش کشیدن پرسپولیس پایتخت آن امپراتوری، موجب سقوط هخامنشیان شدند. در بخشی از آن حملات، اسکندر با حمله به ناحیه بروجرد، قلعه‌های متعدد منطقه را به تصرف خود درآورد و یکی از آن‌ها را که در وضعیت بهتری قرار داشت سامان بخشید و بخشی از سپاه خود را در آن مستقر کرد. این قلعه که در سه کیلومتری جنوب بروجرد قرار دارد به دلیل استقرار سربازان رومی به قلعه رومیان شهرت یافت و بعدها دست کم تا دوران صفویان یکی از دژهای مهم نظامی بود.

### سلوکیان
جانشینان اسکندر که با نام سلوکیان شناخته می‌شوند در غرب و جنوب ایران حکومت می‌کردند که منطقه بروجرد را نیز شامل می‌شده است. آن‌ها توجه زیادی به نواحی حاضلخیز داشتند و به ویژه در ناحیه‌ای که به شکل مثلث بین سه شهر کرمانشاه، همدان و بروجرد قرار دارد و از زمین‌های پرآب و مشروب محسوب می‌شود مبادرت به ایجاد شهرهایی جدید کردند.

### اشکانیان
اشکانیان یا پارتیان سلسله ایرانی بودند که از ۲۵۰ پ.م. تا ۲۲۴ م. بر ایران حکومت کردند. این امپراتوری ابتدا در ناحیه پارت در شمال شرقی ایران تأسیس گردید ولی مهرداد یکم در بخشی از جنگ‌های ایران و روم سرزمین‌های ماد و بین‌النهرین را از نفوذ سلوکیان بیرون کشید. اشکانیان در غرب ایران در ناحیه کرمانشاه، همدان و بروجرد شهرهایی ساختند و از میان قلعه‌های نظامی متعدد منطقه سیلاخور، قلعه بروجرد را مورد توجه ویژه قرار دادند و آن را به شهر تبدیل کردند. دلایل متعددی مبنی بر شکل‌گیری شهر بروجرد در دوره اشکانیان وجود دارد که می‌تواند از جنبه‌های زبانشناسی، قرائن تاریخی و نیز آثار باستانی منطقه به دست آید. در واقع، نخستین دوره رونق‌گیری بروجرد به عنوان یک شهر را باید در دوره اشکانیان جستجو کرد و پیش از آن، بروجرد بیشتر در قالب یک قلعه با اهمیت نظامی و ارتباطی بر سر راه هگمتانه مورد نظر بوده‌است. اشکانیان از پسوند کرد به معنی ساخته و گرد برای نامگذاری شهرها استفاده می‌کردند و به همین ترتیب نام این شهر را به افتخار ویرو شاهزاده اشکانی، ویروگرد نهادند. اُردکرد یکی از نام‌های تاریخی ثبت شده بروجرد است و این احتمال وجود دارد که اشکانیان نام اولیه شهر بروجرد را به افتخار اُرد اول یا ارد دوم پادشاهان اشکانی، اردکرد نهاده باشند.
سعید نفیسی معتقد است که آبادی‌هایی که در آخر نام آن‌ها پسوند «گرد» دیده می‌شود در دوره ساسانیان و حتی قبل از آن ساخته شده‌اند از جمله خسرو گرد، فیروز گرد، و این نشان‌دهنده این است که شهر بروجرد قبل از اسلام بنا شده‌است.
در داستان ویس و رامین به نام ویرو شاهزاده اشکانی و گوراب (بین ملایر و بروجرد) اشاره شده‌است. همچنین به نظر می‌رسد که قله ولاش در غرب بروجرد به افتخار بلاش یکم پادشاه اشکانی در همان دوران نامگذاری شده باشد. از دیگر شواهد رونق بروجرد در دوره اشکانیان می‌توان به پراکندگی اقوام متعدد گودرزی در منطقه اشاره کرد که اینان نیز منسوب به گودرز یکم پادشاه اشکانی می‌باشند.

### ساسانیان
در تقسیمات باستانی ایران، بروجرد و نهاوند دو نقطه شهری ماه نهاوند از توابع پهله از سرزمین ماد بودند. پهله یا پهلو نام سرزمینی وسیع در غرب ایران بوده‌است که بیشتر شهرها و نواحی زاگرس فعلی را فرا می‌گرفته‌است. ایالت پهله در زمان ساسانیان به این نام نهاده شده و پهلوی، به مردم، زبان و خط مربوط به پهله اشاره می‌کند.
ماه نهاوند بخشی از سرزمین بزرگ پهله در غرب و مرکز ایران بوده‌است که بعدها به ماه بصره نیز شهرت یافته‌است. ابن الندیم از قول عبداﷲ بن المقفع آورده است که ماه نهاوند یکی از پنج ناحیه پهله (فهله) است (یادداشت‌های دهخدا). بروجرد و نهاوند دو قصبه یا نقطه شهری ماه نهاوند بوده‌اند.
رضا قلیخان هدایت در فرهنگ انجمن آرای ناصری نام اصلی شهر بروجرد را فیروزگرد دانسته و در توضیح آن نوشته است «شهریست از بناهای خسرو پرویز که اکنون به بروجرد شهرت دارد». پیروزگرد به معنای شهر فیروز از نام‌های ثبت شده بروجرد است که این شهر را منسوب به فیروز پادشاه ساسانی می‌کند.
ساسانیان در شهرهای آن روزگار آتشکده می‌ساختند و در مرکز شهر بروجرد نیز آتشکده بزرگی ساختند که بعدها در زمان عباسیان در قرن سوم، به مسجد جامع تبدیل شد.

## پس از اسلام

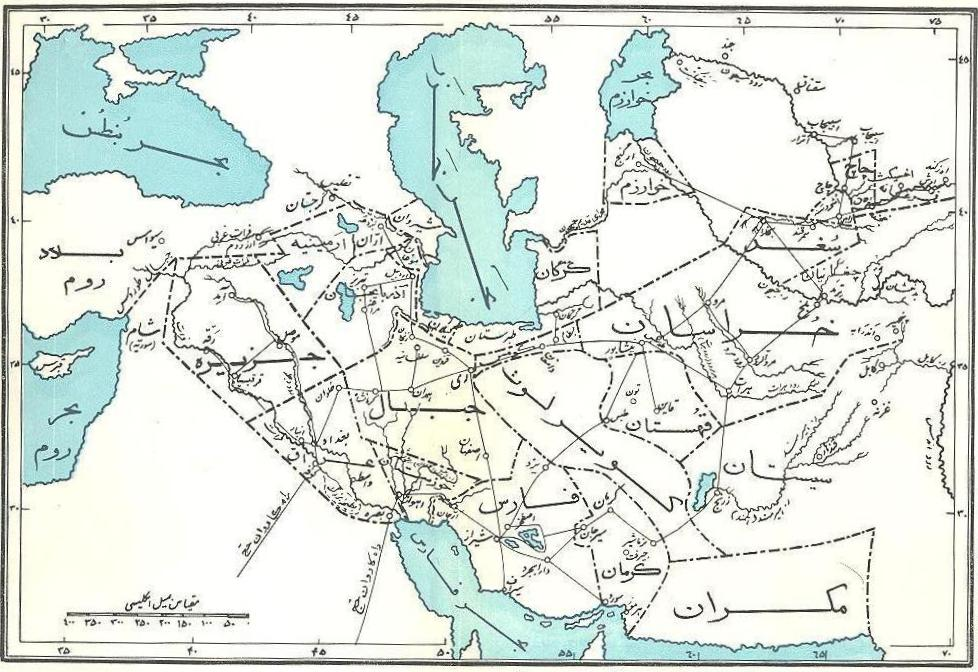
موقعیت جبال در نقشه ایران در عصر خلفای عباسی

### حمله اعراب و جنگ نهاوند
پس از جنگ نهاوند، بیشتر مناطق ایران به تدریج در حاکمیت مسلمانان قرار گرفت. بروجرد به دلیل مجاورت با نهاوند از مناطق پر رفت و آمد محسوب می‌شد و بر اساس رویه‌ای که از دوره ساسانی باقی‌مانده بود بروجرد و نهاوند به عنوان ماه نهاوند شناخته می‌شدند که خراج آن‌ها به حاکم بصره می‌رسید و به همین دلیل به این ناحیه ماه بصره هم گفته می‌شد.
در سال ۱۸ قمری و به هنگام خلافت عمر بن خطاب، دو سردار عرب با نامهای نعمان بن مقرن و قعقاع به غرب ایران لشکرکشی کردند و کرمانشاه، همدان، نهاوند و بروجرد را به تصرف درآورده و پس از گرفتن جزیه به سمت اصفهان رفتند. با رفتن سپاه اعراب مردم این نواحی از پرداخت جزیه خودداری کرده و اعلام استقلال نمودند. عمر از این قضیه مطلع شد و مجدداً لشکری به این نواحی فرستاد که توانستند کنترل کامل منطقه را به دست بگیرند (ص ۷۸).
در زمان عثمان خلیفه سوم، مالک بن حبیب و در زمان امویان، حجر بن عدی حاکمیت نواحی غربی ایران را در اختیار داشتند که در این زمان، فشار و تبعیض بر مردمان این نواحی زیاد شد و نارضایتی و عصیان شروع شد (ص ۲۶).

### امویان
مناطق غربی و جنوب غربی ایران (جبال) از متصرفات امن و باثبات امویان محسوب می‌شده است. اما با قدرت یافتن ابومسلم خراسانی، به تدریج این نواحی و از جمله ناحیه بروجرد نیز از قلمرو بنی امیه خارج شد و به دست حکومتهای محلی افتاد (ص ۲۶).
ابومسلم توانست حاکم اموی خراسان بزرگ، ولید بن یزید بن عبدالملک را شکست دهد و ولید ابتدا به بروجرد پناه برد و از آنجا به سرزمین شام گریخت. همچنین با دامنه تصرفات ابومسلم، نبردهایی بین وی و ابن ضیاره سردار اموی اتفاق افتاد. در یکی از این جنگ‌ها که به سال ۱۳۰ قمری در گاپله بروجرد صورت گرفت، ابن ضیاره توسط قحطبه سردار ابومسلم کشته شد (ص ۸۰).

### عباسیان
مأمون عباسی فرزند هارون الرشید در خراسان حکومت داشت و پس از پدر، با برادر بزرگترش امین بر سر حکومت جنگید و حکومت بیشتر نواحی ایران و از جمله مناطق غربی ایران را به دست گرفت و حسن بن سهل را در سال ۱۹۹ قمری به حکومت این مناطق گماشت.
حموله وزیر حکومت محلی آل ابی دلف از حکمرانان عرب خلفای عباسی که بین سالهای ۲۱۰ تا ۲۵۸ هجری در کرج ابی دلف ناحیه‌ای بین اراک و بروجرد امروزی ساکن شده بودند، به بازسازی بروجرد پرداخت و در آن منبری برپا کرد.

## صفاریان، سامانیان، آل زیار، آل بویه، غزنویان
مرداویج در سال ۳۱۶ قمری، بروجرد را به تصرف درآورد. در ۴۱۴ قمری، سماءالدوله دیلمی قصد بیرون کردن فرهاد بن مرداویج از این شهر را می‌کند اما با حمایت علاءالدوله دیلمی، ناکام می‌ماند.

### اتابکان کردستان و دیلمیان
در سال ۳۴۸ قمری (۹۶۱ م) حسنویه بن حسین کرد برزیکانی فرمانروای خاندان کرد حسنویه پنج شهر مهم باختری ایران شامل نهاوند، دینور، شاپورخواست، بروجرد و اسدآباد را فتح کرد.
در ۴۱۴ قمری، سماءالدوله دیلمی قصد بیرون کردن فرهاد بن مرداویج شهر بروجرد را می‌کند اما با حمایت علاءالدوله دیلمی، ناکام می‌ماند.

### سلجوقیان
در دوره سلجوقیان بروجرد شهری مهم محسوب می‌شده و اتفاقات متعددی در آن روی داده است که از جمله می‌توان به کشته شدن نظام‌الملک وزیر آلب ارسلان اشاره کرد.
ترکان خاتون مادر محمود با سلطان سلجوقی برکیارق (فرزند و جانشین ملکشاه سلجوقی) به نبرد برخاست و در بروجرد با وی جنگید. همچنین برکیارق به هنگام سفر از اصفهان به بغداد در راه دچار بیماری شد و در بروجرد درگذشت. در مورد این که آرامگاه وی بقعه زواری‌جان در شمال شهر بروجرد است یا این که در اصفهان به خاک سپرده شده اختلاف نظر وجود دارد. در مجمل‌التواریخ و القصص (ص ۴۱۰) در اینباره آمده‌است: 
... خطیرالملک وزیر گشت، سلطان برکیارق را از بیمار دراز بدر بروجرد فرمان یافت رحمه الله... ص ۴۱۰

### آل بویه
آل بویه خاندانی ایرانی و شیعه مذهب بودند که در قرن چهار و پنج قمری (۳۲۰–۴۴۷ ه. ق) در مرکز، غرب و جنوب ایران و عراق فرمانروایی می‌کردند و از دیلم شمال ایران برخاسته بودند.
در باختر و مرکز ایران دو دودمان از دیلمیان به نام آل زیار (۳۲۰ ه. ق) و آل بویه که هر دو از سرزمین‌های شمالی برخاسته‌اند مرکزی مرکزی و باختری ایران و فارس را از دست خلفا آزاد کردند. دیلمیان نام قوم و دیلمی نام گویشی در منطقه کوهستانی گیلان بود به نام دیلمستان. دیلمیان سخت نیرو گرفتند و مدت ۱۲۷ سال حکومت راندند و چون خلفا در برابر آن‌ها چاره‌ای جز تسلیم ندیدند حکومت بغداد را به آن‌ها واگذاشتند و خود به عنوان خلیفگی و احترامات ظاهری بسنده کردند. این سلسله در سال ۴۴۷ ه.ق. بدست سلجوقیان و به خاطر اختلاف همیشگی که با آل زیار و دیگر امیران محلی ایرانی داشتند، از میان رفتند.
علی بن بویه پس از به دست آوردن خوزستان، راهی فارس شد و احمد نیز به کرمان روی آورد و به فتح آن سرزمین دست یافت (۳۳۴ه. ق). سپس، به بغداد رفت و المستکفی بالله – خلیفه عباسی – را مطیع خود ساخت. رکن الدوله در سال ۳۵۹ ه.ق. به کردستان لشکر کشید و حسنویه را وادار به مصالحه کرد.

### خوارزمشاهیان و حمله مغول
در زمان خوارزمشاهیان بروجرد شهری خرم و آباد و دارای مرکزیت دینی با علمای فراوان بوده‌است. در سال ۶۱۷ قمری و به هنگام فرمانروایی در حمله مغولان به بروجرد، مردم این شهر قتل‌عام شدند. همچنین سلطان محمد خوارزمشاه به حوالی بروجرد گریخت.

### اتابکان لرستان

گستره حکومت اتابکان لر

اتابکان لر یا هزاراسپیان نام سلسله‌ای از حکام لر است که بین سالهای ۵۵۰ ه.ق. تا ۸۲۷ هَ.ق. در جنوب غربی ایران حکومت می‌کرده‌اند. مناطق مرکزی و جنوبی استان لرستان، شمال شرقی خوزستان و چهارمحال و بختیاری قلمرو آنان بوده‌است و به همین ترتیب به دو حکومت کوچکتر یعنی اتابکان لر بزرگ و اتابکان لر کوچک تقسیم می‌شده‌اند. اتابکان لر بزرگ شهر ایذخ (ایذه) و اتابکان لر کوچک شهر خرم‌آباد را مرکز خود قرار داده بودند.
سرزمین اتابکان لر کوچک با همین نام یعنی لر کوچک شناخته می‌شد و شامل دو بخش پیشکوه (مناطق اطراف خرم‌آباد) و پشتکوه (استان ایلام) می‌شد. بین سال‌های ۵۸۰ تا ۱۰۰۶ه. ق اتابکان بر لر کوچک فرمانروایی می‌کردند. در طول دوره حاکمیت اتابکان، منطقه بروجرد معمولاً به عنوان بخشی از عراق عجم شناخته می‌شده و تحت نفوذ اتابکان نبوده است. هرچند به‌طور کلی منطقه سیلاخور، بروجرد و گاپله جزو نواحی لر کوجک نبوده است اما در در قرن هشتم هجری، تحت تسلط و نفوذ اتابکان لر کوچک قرار گرفته و در همین دوران از بروجرد به عنوان یکی از شهرهای لر کوچک نام برده شده‌است. در سال ۷۹۰ هجری، عزالدین بن شجاع الدین محمود از حاکمان لرِ کوچک در قلعه رومیان بروجرد مستقر بوده‌است.

### تیموریان
در سال ۷۹۰ هجری، امیر تیمور گورکانی که پیشتر بروجرد و خرم‌آباد را به تصرف درآورده بود، عزالدین بن شجاع الدین محمود از حاکمان لر کوچک را که در قلعه رومیان بروجرد قرار داشت، به سوی سمرقند روانه کرد. تیمور به سال ۸۰۵ هجری و به هنگام عزیمت به گرجستان، به امیرزاده رستم از فرماندهان خود دستور داد تا به بروجرد برود و قلعه رومیان را بازسازی کند.

### صفویان
از قرن دهم و هم‌زمان با دوره صفویه در بیشتر زمان‌ها ولایت بروجرد به صورت مستقل اداره می‌شده است و شامل بروجرد و جاپلق بوده‌است. این ترتیب تا دوره پهلوی اول ادامه داشت.
در اواخر قرن دهم و اوایل قرن یازدهم هجری و هم‌زمان با حکومت صفویان، لشکریان عثمانی (رومی) به مناطق غربی ایران حمله‌های متعددی کردند و بخش‌هایی از این مناطق را به اشغال خود درآوردند و ایرانیان را در حوالی بروجرد شکست دادند. در سال ۹۹۷ هجری، سپاه ایران به فرماندهی قورخمس خان شاملو در حوالی بروجرد از قشون عثمانی شکست خورد.

### افشاریان
نادرشاه در چندین نوبت در غرب ایران از جمله ناحیه بروجرد حاضر و نبردهایی داشت که موجب به یکپارچگی حکومت وی شد. با این وجود پس از مرگ نادر، در نواحی مختلف ایران از جمله عراق عجم و به ویژه بروجرد افرادی مبادرت به سرکشی و تشکیل حکومت‌های محلی کردند.
در زمان ابراهیم‌شاه در حوالی بروجرد، فردی به نام کائید کلب علی با تشکیل گروهی در ابتدا به ایجاد رعب و وحشت و حمله به کاروانها پرداخت و سپس با افزایش شهرت و نفوذ خود، لشکری با دوازده هزار سپاهی فراهم آورد و اداره ناحیه بروجرد را در دست گرفت. سلیم خان افشار قرقلو حاکم عراق عجم به جنگ کائید کلب علی رفت و لشکر وی را شکست داد و کلب علی را اسیر کرد و بلافاصله گردن زد.

### زندیان
با مرگ نادرشاه، افراد مختلفی از گوشه و کنار ایران به تلاش برای ایجاد حکومت و در دست گرفتن کشور اقدام کردند که کریم‌خان زند نیز یکی از آن‌ها بود. کریم خان از تیره زند بود که در غرب ایران در ناحیه ملایر و بروجرد پراکنده بودند. وی ابتدا با شکست دادن حاکم همدان و اردلان، تویسرکان و کزاز (شازند) را تصرف کرد و دامنه حکومت خود را به مناطق اطراف از جمله بروجرد گستراند. وی در به سلطنت رسیدن شاه اسماعیل سوم کوشید و خود سردار کل سپاه وی شد و با این منصب مجدداً به سمت غرب ایران رفت تا آن نواحی را یکپارچه کند. وی ابتدا با هم پیمان پیشین خود علیمردان خان در چهارمحال و بختیاری جنگید و کنترل اصفهان را به دست آورد. در ادامه اتفاقاتی روی داد که منجر به جنگ بین کریم خان زند-آزاد خان افغان شد. علیمردان خان مجدداً از بغداد به سمت ایران پیشروی کرد و قصد تسخیر قلعه راهبردی کرمانشاه را داشت و از آزاد خان افغان نیز کمک طلبید اما کریم خان مانع این کار شد و در تعیقب آزادخان به سمت بروجرد شتافت. کریم خان در بروجرد نیروهای خود را سامان داد و برای نبرد مجدد با آزاد خان به قریه دوآبه در دشت سیلاخور در جنوب بروجرد رفت و آنجا منتظر افغانها ماند. در جنگی که روی داد کریم خان از آزادخان شکست خورد و به این ترتیب حکومت عراق عجم به دست آزادخان که در اصفهان بود افتاد. همراهان کریم خان دو دسته شدند. گروه اول به سمت شمال (بروجرد و ملایر) گریختند و کریم خان نیز به سمت خوزستان و از آنجا به شیراز گریخت. افغان‌ها از بروجرد به مرکز طایفه زند یعنی روستای قلعه پری ملایر یورش بردند و هفده تن از خان‌های زند و پانزده تن از زنان ایشان را که مادر کریم‌خان نیز در میانشان بود به اسارت گرفت و به سمت ارومیه بردند که ایشان در راه گریختند و در بروجرد به کریم‌خان پیوستند و پس از تعقیب و گریزهای بعدی در نهایت کریم خان تواسنت آزادخان را شکست دهد.

## تاریخ معاصر

### قاجاریان

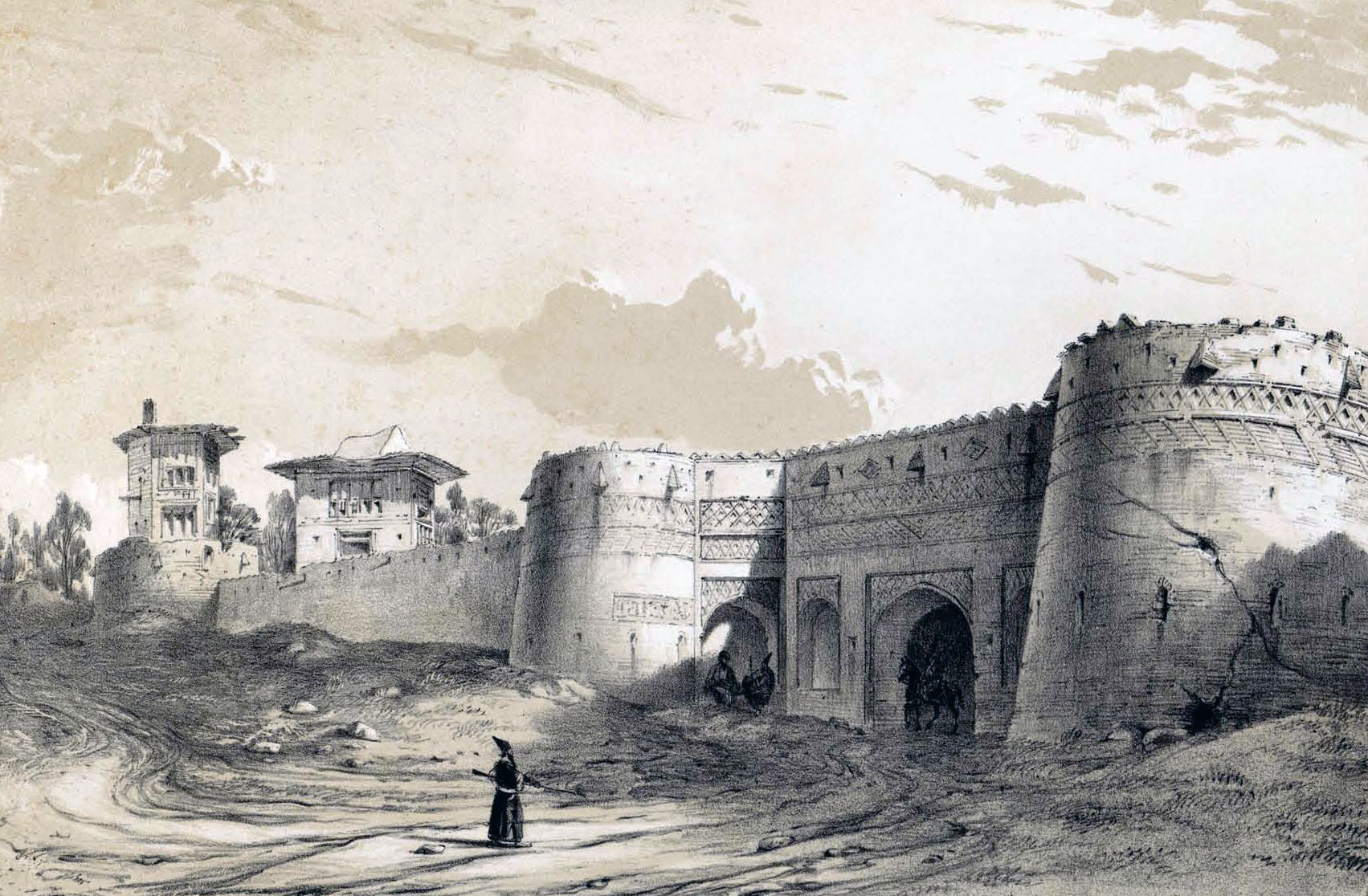
دروازه بروجرد اثر اوژن فلاندن، ۱۲۲۰ هجری شمسی

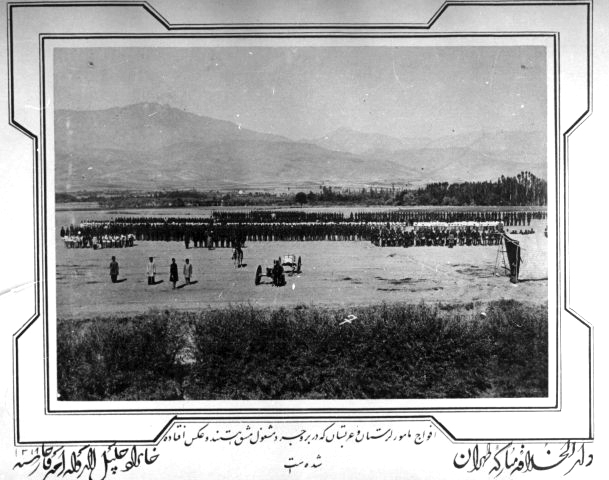
افواج لرستان و خوزستان در بروجرد، دوره قاجار.

در دوره قاجار بروجرد شهری صنعتی و دارای مراودات تجاری فراوان با سایر نقاط ایران و حتی خارج از کشور بوده‌است. زین العابدین مراغه‌ای در کتاب سیاحت‌نامه ذکر می‌کند که پارچه چیت بافت بروجرد در روسیه و تفلیس دیده می‌شود.
فتحعلی شاه قاجار، شاهزاده محمدتقی میرزا حسام السلطنه را به عنوان حاکم بروجرد و مضافات تعیین کرد. حسام‌السلطنه بروجرد را به عنوان مرکز حکومت خود برگزیرید و ایالت بروجرد، لرستان و خوزستان را تأسیس کرد.
حسام‌السلطنه مسجد سلطانی این شهر را به نام فتحعلی شاه تکمیل کرد و بازار و کاروانسراهای آن را تعمیر کرد و گسترش داد. شهر بروجرد از نظر جمعیت و وسعیت گسترش یافت و شامل چهار محله صوفیان، دو دانگه، یخچال و رازان می‌شد.
در سال ۱۲۸۷ هجری قمری زمین‌لرزه‌ای با بزرگای ۷٫۴ ریشتر دشت سیلاخور در جنوب شهرستان بروجرد را لرزاند که دست کم ۸۰۰۰ نفر کشته برجا گذاشت. این زلزله، یکی از بزرگترین زمین لرزه‌های ثبت شده ایران است.

### پهلوی
آغاز کار دولت پهلوی در ایران مصادف با شورش‌هایی در لرستان، خوزستان و برخی مناطق دیگر بود. طوایفی از لرها به ناامن کردن راه‌های لرستان و مسیر خوزستان پرداختند و به دلیل ضعف دولت قاجار دامنه نفوذ خود را تا سیلاخور و شهر بروجرد ادامه دادند؛ به گونه‌ای که امنیت شهر بروجرد به ویژه در شبها کاملاً از بین رفته بود. رضا خان توجه ویژه‌ای به منطقه لرستان نشان داد و طی سالهای ۱۲۹۹ تا ۱۳۱۲ نبردهای متعددی بین نیروهای دولتی و طوایف لر یاغی روی داد و در نهایت کنترل منطقه بروجرد، لرستان، ایلام و خوزستان به دست نیروهای دولتی افتاد. در این دوره بروجرد نقش ویژه‌ای در استقرار نیروهای دولتی داشت و سربازخانه بروجرد در محل دبیرستان امام خمینی فعلی (پهلوی) مقر اصلی نیروهای رضاشاه بود.
در سال ۱۳۰۲ نیروهای دولتی و عشایر لر در فاصله بین شهرهای بروجرد و خرم‌آباد وارد نبرد شدند. قوای عشایر متشکل از طوایف ایل بیرانوند، سگوند، پاپی و چگنی بودند و درگیری‌ها در مهر سال ۱۳۰۲ آغاز شد اما تا پایان آذر همان سال نیروهای دولتی توانستند خرم‌آباد را محاصره و آن را به کنترل درآورند. پس از آن عفو عمومی اعلام شد و از عشایر خواسته شد سلاح‌های خود را تحویل دهند؛ اما چند تن از سران عشایر که تسلیم شده بودند دستگیر و اعدام شدند. با اعدام سران عشایر درگیری‌ها در بهار ۱۳۰۳ و با بازگشت عشایر از شمال خوزستان از سرگرفته شد و تا ۹ اردیبهشت همان سال ادامه داشت در نهایت و در تاریخ ۱۵ خرداد ۱۳۰۳ نیروهای دولتی با بمباران مواضع عشایر موفق به ورود به خرم‌آباد و شکست دادن کامل عشایر لر شدند.
تا پایان دوره قاجار بروجرد ولایتی مستقل بود ولی در سال ۱۳۰۴ ایران به ۱۳ استان تقسیم شد که بروجرد و لرستان بخش‌هایی از استان خوزستان محسوب می‌شدند و پس از مدتی استان لرستان با عنوان فرمانداری کل از استان خوزستان جدا شد.

### جمهوری اسلامی ایران

#### بروجرد در جنگ ایران و عراق
بروجرد در آغاز جنگ ایران و عراق یکی از مراکز پذیرش و استقرار جنگ زدگان شد. خانواده‌های متعددی از شهرهای مختلف استان خوزستان به بروجرد فرستاده شدند و ابتدا در جنوب شهر در اردوگاهی اسکان داده شدند و سپس برای آن‌ها مسکن‌هایی ساخته شد. همچنین این شهر طی هشت سال جنگ، بارها مورد حمله قرار گرفت. در مجموع، شهر بروجرد ۵۱ بار مورد حمله هوایی  موشکی قرار گرفت.
در حدود ساعت ۱۳ روز ۲۰ دی ۱۳۶۵، هواپیماهای جنگنده عراقی دو مدرسه را در بروجرد بمباران کردند. بمباران درست در هنگامی رخ داد که دانش‌آموزان نوبت بعدازظهر این دو مدرسه در سر صف‌هایشان ایستاده بودند. تعداد کشته‌شدگان این دو مدرسه، در مجموع ۶۰ تن بود. این دو مدرسه پسرانه، یکی دبستان شهید فیاض‌بخش و دیگری مدرسهٔ راهنمایی امام حسن مجتبی (ع) بودند که در مجاورت یکدیگر قرار داشتند و در منطقهٔ محروم ابراهیم‌آباد در شمال بروجرد واقع بودند..

#### دهه هفتاد
از دهه ۱۳۷۰ خورشیدی طرح تأسیس استانی با مرکزیت بروجرد مطرح شده‌است. طرح اولیه تشکیل استان زاگرس در سال ۱۳۷۵ به هنگام سفر رئیس جمهور وقت، اکبر هاشمی رفسنجانی به بروجرد از سوی مردم بروجرد ارائه شد. سپس در سال ۱۳۷۹، نمایندگان بروجرد، ملایر و نهاوند تشکیل استانی جدید با مشارکت سه شهرستان فوق را با نامه‌ای رسمی از وزارت کشور خواستار شدند. در دومین دوره ریاست جمهوری سید محمد خاتمی، زمزمه‌های استقلال اداری بروجرد و تشکیل استان زاگرس شدت گرفت اما تا چندین سال بعد تحرک جدی در این زمینه دیده نشد. در سال ۱۳۸۹، به دنبال تأسیس استان البرز به مرکزیت کرج، علاءالدین بروجردی و هادی مقدسی نمایندگان بروجرد در مجلس شورای اسلامی، ضمن ایراد سخنرانی، از رئیس جمهور (محمود احمدی‌نژاد) تقاضای تأسیس استان زاگرس به مرکزیت بروجرد را نمودند که انعکاس خبری وسیعی داشت سپس هادی مقدسی به صورت رسمی با ارسال نامه‌ای به رئیس جمهور، خواستار پیگیری طرح تأسیس استان زاگرس شد که از سال ۱۳۷۹ در دستور کار وزارت کشور قرار گرفته بود. پیشنهاد تشکیل استان زاگرس واکنش‌هایی در رسانه‌ها مواجه شد.

#### دهه هشتاد
در سحرگاه جمعه ‎۱۱ فروردین ۱۳۸۵، زمین لرزه شدیدی با قدرت ۶٫۱ ریشتر در دشت سیلاخور روی داد  که مخرب‌ترین زمین لرزه این سال در ایران بود و خسارات زیادی داشت و باعث کشته شدن ۶۳ نفر و زخمی شدن بیش از ۱٬۴۵۰ نفر از مردم شهرستان‌های بروجرد و دورود شد..